# Orden Rosenkreuz (Trinity Blood)
La Orden Rosenkreuz (Pronunciado en alemán como Rosencroitz) es una organización terrorista ficticia que aparece en la serie Trinity Blood (también es conocida como Contra Mundi en la serie).
Esta organización está formada por matusalenes y humanos con habilidades especiales que están convencidos de la inferioridad de la raza humana y que creen que los humanos son indignos e incapaces de coexistir pacíficamente.
Su fin es realizar atentados contra El Vaticano, haciendo creer a los humanos que los actos han sido perpetrados por El Imperio, para iniciar una guerra, en la cual solo una de las especies sobreviviría.

## Miembros
- Cain Nightroad. (Contra Mundi/Mein Herr)
- Isaak Fernand von Kämpfer (Panzer Magician)
- Dietrich von Lohengrin (Marionettenspieler)
- Radu Barvon(Flammenschwert)
- Helga von Vogelweide (Eis Hexe)
- Caspar von Neumann (Hundert Gesicht)
- Balthazar von Neumann (Basilisk)
- Melchior von Neumann (Pygmalion)
- Sussane von Skorzeny (Barones Red)
- Guderian (Reißzahn)

## Curiosidades
- El nombre Rosenkreuz está inspirado en la organización secreta Rosacruz.
- En el anime la orden destruye la ciudad de Barcelona, pudiéndose ver claramente la Sagrada Familia y otras obras de Gaudí.

- Datos: Q2842269